# Портрет Бориса Христофоровича Рихтера
«Портрет Николая Бориса Христофоровича Рихтера» — картина Джорджа Доу и его мастерской, из Военной галереи Зимнего дворца.
Картина представляет собой погрудный портрет генерал-майора Бориса Христофоровича Рихтера из состава Военной галереи Зимнего дворца.
С начала Отечественной войны 1812 года полковник Рихтер командовал 3-м батальоном лейб-гвардии Егерского полка, отличился в Бородинском и Тарутинском сражениях. Во время Заграничного похода 1813 года сражался в Силезии и Саксонии, отличился в сражении при Бауцене, а за Кульмский бой, где был ранен, произведён в генерал-майоры. В кампании 1814 года во Франции командовал лейб-гвардии Финляндским полком, отличился при взятии Парижа.
Изображён в генеральском мундире лейб-гвардии Финляндского полка, введённом в 1812 году. Слева на груди звезда ордена Св. Анны 1-й степени с алмазами; на шее кресты ордена Св. Владимира 3-й степени и прусского ордена Красного орла 2-й степени; справа на лацкане крест ордена Св. Георгия 4-го класса, серебряная медаль «В память Отечественной войны 1812 года» на Андреевской ленте и бронзовая дворянская медаль «В память Отечественной войны 1812 года» на Владимирской ленте, ещё правее на груди Кульмский крест. С тыльной стороны картины надписи: Richter 2 и Geo Dawe RA pinxt. Подпись на раме: Б. Х. Рихтеръ 2й, Генералъ Маiоръ.
Несмотря на то, что 7 августа 1820 года Комитетом Главного штаба по аттестации Рихтер был включён в список «генералов, которых служба не принадлежит до рассмотрения Комитета», фактическое решение о написании его портрета состоялось гораздо раньше, поскольку Доу уже 17 декабря 1819 года получил аванс за начатый портрет, 14 апреля 1821 года он получил оставшуюся часть гонорара. Готовый портрет был принят в Эрмитаж 7 сентября 1825 года.